# Johann Georg Kerner

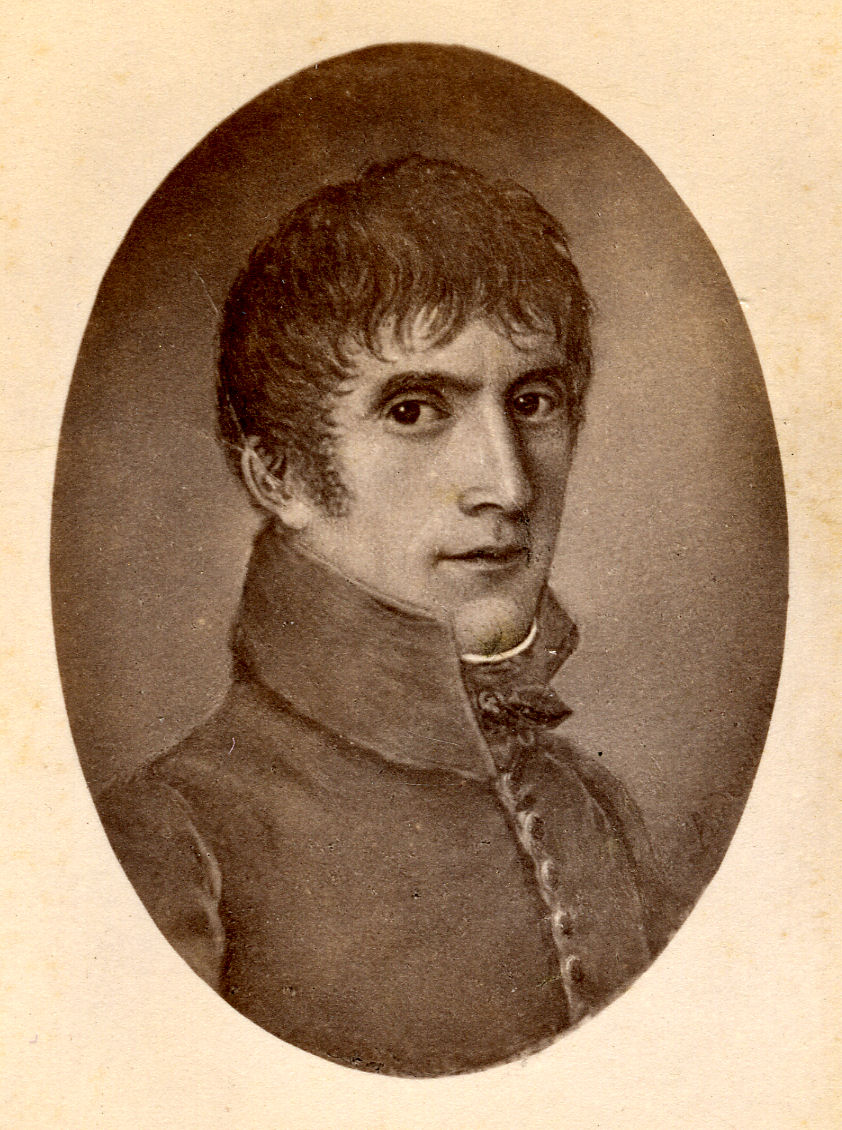
Johann Georg Kerner

Johann Georg Kerner (* 9. April 1770 in Ludwigsburg; † 7. April 1812 in Hamburg), älterer Bruder des deutschen Romantikers Justinus Kerner, war Arzt, politischer Publizist und kritischer Chronist der Französischen Revolution. 

## Leben
Die Familie Kerners genoss in Württemberg hohes Ansehen. Der Vater war der Ludwigsburger Oberamtmann und Regierungsrat Christoph Ludwig Kerner, ein treuer Untertan des Herzogs Carl Eugen. Durch seine Großmutter mütterlicherseits, Wilhelmine Luise geb. Herpfer (1730–1788), Tochter von Veit Philipp Herpfer und Johanna Katharina Bacmeister, zählen die Mediziner Johann Bacmeister (1624–1686), dessen Vater Matthäus Bacmeister (1580–1626) und der Großvater, der Lutherische Theologe Lucas Bacmeister (1530–1608), zu seinen Ahnen. Die Mutter brachte zwölf Kinder zur Welt, von denen nur zwei Töchter (darunter die Mutter von Ferdinand von Steinbeis) und vier Söhne überlebten. Johann Georg war das älteste, Justinus (Andreas), der bekannte Dichter und Arzt, das jüngste der Kinder. Ein weiterer Bruder, Karl Friedrich Freiherr von Kerner, diente im württembergischen Heer und wurde später Innenminister in Württemberg, in welcher Eigenschaft er zur Modernisierung des Hüttenwesens beitrug.
In seiner Schulzeit litt Kerner unter der Strenge seines Vaters und den Hänseleien seiner Mitschüler, die dem kleinwüchsigen und schwächlichen Knaben das Leben schwer machten. Kerners Widerspruchsgeist blieb aber dadurch ungebrochen, auch als der Vater Kerners seine Aufnahme in die Hohe Karlsschule in Stuttgart erwirkte. Diese vom Herzog Carl Eugen eingerichtete Eliteschule, deren Drill bereits 1782 Friedrich Schiller entflohen war, vermochte es aber nicht, den revolutionären Geist des jungen Kerner zu brechen. In einer Rede zum Namenstag des Herzogs setzte er sich für die Einrichtung einer staatlichen Armenfürsorge ein. Außerdem gründete er im gleichen Jahr in den Räumen der Schule einen politischen Klub von begeisterten Anhängern der französischen Revolutionsideen (u. a. Christoph Heinrich Pfaff, Ernst Franz Ludwig Marschall von Bieberstein, Joseph Anton Koch). Sie feierten im Geheimen den ersten Jahrestag des Sturms auf die Bastille. Diese und ähnliche Aktionen, bei denen Kerner mit seinen Freunden die Feudalgesellschaft und die von ihr hofierten französischen Emigranten mit Freiheitsparolen provozierten, ließen ein Verbleiben in Stuttgart nicht geraten erscheinen. Nachdem er mit Hilfe seiner Freunde in aller Eile sein Medizinstudium mit einer Dissertation beendet hatte, zog es Kerner dorthin, wo sich zu diesem Zeitpunkt bereits viele deutsche Freiheitsfreunde aufhielten. Er setzte seine gerade erst vollzogene Verlobung mit einer Stuttgarterin aufs Spiel und ging 1791, unter dem Vorwand, seine Medizinkenntnisse vervollkommnen zu wollen, nach Straßburg.
Daraufhin verlor er sein Stipendium an der Hohen Karlsschule und die Berechtigung, nach Württemberg ungestraft zurückzukehren. In Straßburg begann nun seine aktive Betätigung als Revolutionär im Land der Revolution selber. Er trat der Gesellschaft der Freunde der Revolution bei, trat als Redner in französischer Sprache auf und schrieb für Journale. Im selben Jahr begab er sich – zu Fuß und ohne Geld – nach Paris, ins Zentrum des revolutionären Geschehens. Für seinen Lebensunterhalt arbeitete er als Berichterstatter einer Hamburger Zeitung und als Arzt in einem Hospital. Auch in Paris versammelten sich wie in Straßburg zahlreiche junge Deutsche, die sich für die Verwirklichung von Freiheit, Gleichheit und Brüderlichkeit einsetzten und mit denen er freundschaftlich verbunden war (z. B. Adam Lux, Gustav Graf von Schlabrendorf, Konrad Engelbert Oelsner, Johann Georg Adam Forster und Karl Friedrich Reinhard).
Ähnlich wie viele seiner Freunde misstraute Kerner der Radikalisierung der Revolution als Freiheitsverlust und neigte daher aus Oppositionsgeist politischen Strömungen zu, deren Interessen nicht immer die seinen waren. So erklärte sich vor allem die Nähe vieler ernüchterter deutscher Revolutionsfreunde zu den Girondisten. Es kam nicht zur völligen Abkehr von den Revolutionsideen, die Kerner immer noch menschenwürdiger erschienen als das Leben „unter den Greueln der Anarchie“, die der Feudalismus in Österreich, Preußen und Russland für ihn darstellten.
1794 floh Kerner wie Konrad Engelbert Oelsner und andere deutsche Revolutionäre in die Schweiz, von wo er in geheimer Mission von der dortigen französischen Gesandtschaft in seine württembergische Heimat geschickt wurde, um für die französische Republik einen Separatfrieden zwischen dem Herzog und Frankreich herbeizuführen. Erfolglos kehrte er 1795 nach Paris zurück. Er schrieb für Paul Usteris Zeitschrift Klio eine Artikelserie, seine Briefe aus Paris. Darin beschrieb er als Augenzeuge die Ereignisse, an denen er auch stets handelnd beteiligt war. Immer wieder geriet er durch seine gemäßigte Haltung in Gefahr und Verdacht, z. B. wenn er versuchte, bei den Volksaufständen des Germinal und Prairial die Sansculotten zu beschwichtigen. Dabei stand er in engem Kontakt mit politisch Gleichgesinnten wie Konrad Engelbert Oelsner, Karl Friedrich Reinhard, Gustav Graf von Schlabrendorf, Emmanuel Joseph Sieyès und dem Deutsch-Dänen Jens Immanuel Baggesen.
Als Privatsekretär Karl Friedrich Reinhards, der Gesandter der französischen Republik bei den deutschen Hansestädten geworden war, reiste Kerner 1795 nach Hamburg, wo ihn neue politische Herausforderungen erwarteten. Noch verteidigte er die Expansionspolitik des revolutionären Frankreich und warb für dessen Politik in den liberalen und demokratischen Zirkeln Hamburgs, wo er u. a. auch dem Dichter Friedrich Gottlieb Klopstock begegnete. Häufig war er in Sonderaufträgen, oft zu Pferde, zwischen Deutschland, den Niederlanden und Frankreich unterwegs, hatte aber wenig diplomatischen Erfolg, nicht zuletzt wegen seiner brüsken Art, für die revolutionäre Sache einzutreten. Auch als Spion beim Hildesheimer Kongress wurde er als Parteigänger der Revolution enttarnt, ebenso in Berlin, wo er sich auf einer Mission nach St. Petersburg aufhielt. 
Mit bedeutenden Zeitgenossen wie Adolph Freiherr Knigge, Charles Maurice de Talleyrand, Emmanuel Joseph Sieyès und dem Philosophen Friedrich Wilhelm Joseph Schelling stand Kerner um 1796 im Briefwechsel. Er gründete im damals dänischen Altona einen politischen Klub, der sich als Philanthropische Gesellschaft tarnte, aber revolutionären Zusammenkünften diente und 1797 bereits verboten wurde. Bei einem kurzen Aufenthalt in Paris erlebte Kerner den Staatsstreich des 18. Fructidor V (4. September 1797) mit und freute sich über die Siege des anfänglich von ihm bewunderten Generals Bonaparte. 
Im Mai 1798 begleitete Kerner den inzwischen zum französischen Gesandten in Florenz ernannten Karl Friedrich Reinhard ins Großherzogtum Toskana. Es charakterisierte Kerners Temperament, dass er sich auch in Italien leidenschaftlich in die politischen Unruhen einmischte und für Frankreich agierte. Mit einer von ihm aufgestellten Bürgerwehr zog er gegen aufständische Bewohner von Arezzo ins Gefecht und wurde dabei verwundet, was ihn nicht hinderte, bald darauf in Reinhards Auftrag in die Niederlande zu eilen, wo er als Pionieroffizier gegen die Koalitionstruppen an einer Schlacht teilnahm.
Nach Napoléons Staatsstreich Ende 1799 wurde Reinhard in Italien abgelöst und in die Schweiz entsandt, wo nunmehr die Helvetische Republik entstanden war. Kerner folgte ihm dorthin in der offiziellen Funktion eines französischen Legationssekretärs. Angesichts der napoleonischen Politik in den besetzten Ländern wuchs Kerners Kritik und Ablehnung gegenüber Napoleon.
Nachdem bei einer Deutschlandreise Kerners Versuche, in seiner Heimat Württemberg einen „Friedensaufstand“ herbeizuführen, gescheitert waren, wuchs seine politische Enttäuschung und Ernüchterung. In der Schweiz hatte er Johann Heinrich Pestalozzi kennengelernt und begeisterte sich von nun an für dessen Pädagogik. Bildung, die die geistigen, psychischen und praktischen Fähigkeiten in gleichem Maße förderte, erschien ihm als ein Ausweg aus dem politischen Dilemma.
1801 reiste Kerner, dessen publizistische Bemühungen in der Schweiz keinen Erfolg hatten, nach Hamburg, um sich eine neue Existenz als Kaufmann aufzubauen. Seine politische Vergangenheit machte ihn jedoch bei der konservativen hanseatischen Kaufmannschaft verdächtig, so dass er als Verleger eines politischen Journals Nordstern versuchte, sein Glück zu machen. In den von Kerner selbst verfassten Beiträgen kritisierte er die Politik der französischen Republik und Napoleons und entwickelte dabei eine geschickte Form der „verdeckten Schreibweise“, indem er negative Bemerkungen anderer Kritiker kommentarlos zitierte. Ausgerechnet der aus der Schweiz zurückkehrende Reinhard sah sich nun veranlasst, die Zeitschrift zu verbieten.
Kerners Entschluss stand nun fest: „Ich wollte der Bekämpfung der geistigen Gebrechen der Menschheit mein Leben weihen, es gelang mir nicht. Nun kehre ich zur Bestimmung meiner Jugend zurück, zur Bekämpfung körperlicher Gebrechen der Menschen.“ 1803 ließ er sich in Hamburg als Arzt nieder. Er führte die Pockenschutzimpfung ein, die er auf einer Schweden-Reise („Reise über den Sund“) kennengelernt hatte, und wurde 1804 vom Senat zum „Arzt für die Baracken“ (gemeint sind die Elendsviertel auf dem Hamburger Berg, das heutige St. Pauli) ernannt. Neben der Einführung der Impfungen baute er das Entbindungswesen der Stadt auf und setzte sich unermüdlich für Armenpflege und Sozialeinrichtungen ein.
Damit war jedoch der politische Publizist keineswegs verstummt. Er schrieb für das Hamburger Wochenblatt Nordische Miszellen regelmäßig Artikel, in denen er seiner politischen Unzufriedenheit Ausdruck verlieh. Als 1806 die Franzosen Hamburg und Bremen besetzten, stellte Kerner sich noch einmal der aktiven Politik zur Verfügung. Bremen und Lübeck machten ihn auf Grund seiner Kontakte zu den neuen Machthabern zum Beauftragten bei den französischen Behörden in Hamburg.
1806 berief der Senat ihn zusätzlich zum Armenarzt. Im Frühjahr 1812 infizierte er sich bei seiner aufopfernden Tätigkeit im Verlauf einer Epidemie „am Nervenfieber“, wahrscheinlich an einer Flecktyphus-Erkrankung. Unter großer Anteilnahme der Bevölkerung wurde Johann Georg Kerner auf dem Hamburger St.-Petri-Kirchhof begraben. In einem Nachruf heißt es: „Eine sich selbst vergessende Uneigennützigkeit, eine seltene Genialität und eine nichts verhehlende Offenheit machten ihn seinen Freunden besonders teuer. Er scheint in einem kurzen, aber gehaltvollen Leben die Summe eines längeren Daseins erschöpft und dessen Zweck erfüllt zu haben.“

## Schriften
- Allgemeines positives Staats-Genossenschaftsrecht der unmittelbaren freyen Reichsritterschaft in Schwaben, Franken und am Rhein. Lemgo 1788, online
- Über den wichtigen Einfluß gut eingerichteter Kranken-Anstalten und Armen-Häuser auf das Wohl eines Staates. Rede zum Namenstag des Herzogs Karl Eugen. Stuttgart 1790
- Einige Bemerkungen über Tochtergeschwülste. Doktorarbeit Stuttgart 1791
- Briefe aus Paris. In: Klio. Band 1, Heft 2–4, 1705, S. 245–261, 310–379 und 424–506 sowie Band 2, Heft 5, 1795, S. 90–126
- Der Nordstern. Ein politisches Wochenblatt. 1.–19. Stück, 1802
- Reise über den Sund. Cotta, Tübingen 1803 online
- Das blaue Fieber (Gedicht gegen Napoleon), frühestens 1806, online
- Über das Hamburgische Entbindungshaus und das Entbindungswesen der Armenanstalt. Hamburg 1810 online